# EFAF Cup 2012
L'EFAF Cup 2012 è stata l'undicesima edizione del secondo torneo europeo per importanza per club di football americano.
Ha avuto inizio il 7 aprile e si è conclusa il 14 luglio con la finale di Vejle vinta per 31-21 dai danesi Søllerød Gold Diggers sui connazionali Triangle Razorbacks.
Al torneo hanno preso parte 12 squadre.

## Squadre partecipanti
| Club                    | Città               | Stadio                     | Sponsor ufficiale | Risultato nella stagione 2011                                       |
| ----------------------- | ------------------- | -------------------------- | ----------------- | ------------------------------------------------------------------- |
| Alphen Eagles           | Alphen aan den Rijn | Sportspark Zegerslot       |                   | Finalisti del campionato olandese                                   |
| Centaures de Grenoble   | Grenoble            |                            |                   | Vicecampioni di Francia                                             |
| Cineplexx Blue Devils   | Hohenems            | Stadion Herrenried         |                   | Semifinalisti del campionato svizzero; fase a gironi di EFAF Cup    |
| Giants Wrocław          | Breslavia           |                            |                   | Campioni di Polonia                                                 |
| Gladiators Beider Basel | Basilea             |                            |                   | Vicecampioni di Svizzera                                            |
| New Yorker Lions        | Braunschweig        |                            | New Yorker        | Sesto posto in GFL Nord                                             |
| Prague Black Hawks      | Praga               |                            |                   | Campioni della Repubblica Ceca; fase a gironi della EFAF Cup        |
| Seamen Milano           | Milano              | Velodromo Maspes-Vigorelli | Radio 105         | Settimo posto in IFL                                                |
| Søllerød Gold Diggers   | Rudersdal           |                            |                   | Vicecampioni di Danimarca; semifinalisti di EFAF Cup                |
| Spartiates d'Amiens     | Amiens              |                            |                   | Semifinalisti del campionato francese; quarti di finale della EFL   |
| Triangle Razorbacks     | Vejle               |                            |                   | Campioni di Danimarca                                               |
| Valencia Firebats       | Valencia            |                            |                   | Semifinalisti del campionato spagnolo; fase a gironi della EFAF Cup |

## Stagione regolare

### Calendario

#### 1ª giornata
| Praga 7 aprile 2012, ore 14:00 | Prague Black Hawks | 13 – 43 (0-6 0-17 7-13 6-7) referto | Søllerød Gold Diggers | Stadion Univerzity Karlovy (ca. 100 spett.) |

| Grenoble 7 aprile 2012, ore 18:00 | Centaures de Grenoble | 30 – 0 (14-0 9-0 0-0 7-0) referto | Valencia Firebats | Stadio Lesdiguières (ca. 2000 spett.) |
| Braisaz-Latille Q1 ( TD ) 70yd pass from L. Caruso Erbs Q1 ( pat ) Mikelberg Q1 ( TD ) 14yd pass from L. Caruso Erbs Q1 ( pat ) Team Q2 ( saf ) bad snap Braisaz-Latille Q2 ( TD ) 30yd interception return Erbs Q2 ( pat ) Mikelberg Q4 ( TD ) 9yd run Erbs Q4 ( pat ) Marcatori |                       |                                   |                   |                                       |
| |                       |                                   |                   |                                       |
| Braisaz-Latille Q1 (TD) 70yd pass from L. Caruso Erbs Q1 (pat) Mikelberg Q1 (TD) 14yd pass from L. Caruso Erbs Q1 (pat) Team Q2 (saf) bad snap Braisaz-Latille Q2 (TD) 30yd interception return Erbs Q2 (pat) Mikelberg Q4 (TD) 9yd run Erbs Q4 (pat)                             | Marcatori             |                                   |                   |                                       |

| Arbitri: | M. Smith Sala A. Tuscali M. Tschuser T. Rivers |

|             |            | |
|             | Marcatori  | Rosemann 7':44" Q1 (TD) 7yd run Göbel Q1 (pat) I. Pavlovic 4':43" Q1 (TD) 47yd pass from Herrick Göbel Q1 (pat) Rosemann 0':28" Q1 (TD) 9yd run Göbel Q1 (pat) Bollmann 10':12" Q2 (TD) 7yd pass from Herrick Göbel Q2 (pat) W. Ngaoudjio 6':26" Q2 (TD) 28yd pass from M. Triese Göbel Q2 (pat) D. Mika 1':19" Q2 (TD) 1yd pass from M. Triese Göbel Q2 (pat) W. Ngaoudjio 10':25" Q3 (TD) 51yd pass from M. Triese Göbel Q3 (pat) R. Sears 11':41" Q4 (TD) 16yd run Göbel Q4 (pat) |
| Paolo Mutti | Allenatori | |

#### 2ª giornata
| Alphen aan den Rijn 21 aprile 2012, ore 19:00 | Alphen Eagles | 14 – 25 (0-6 7-0 7-0 0-19) referto                                          | Spartiates d'Amiens | Sportspark Zegerslot (ca. 600 spett.) |
| van Duijn Q2 ( TD ) pass from Bouthoorn van Duijn Q2 ( pat ) Smith Q3 ( TD ) run van Duijn Q3 ( pat ) Marcatori ? Q1 ( TD ) run ? Q4 ( TD ) run ? Q4 ( TD ) run dos Santos Q4 ( pat ) ? Q4 ( TD ) run |               |                                                                             |                     |                                       |
| |               |                                                                             |                     |                                       |
| van Duijn Q2 (TD) pass from Bouthoorn van Duijn Q2 (pat) Smith Q3 (TD) run van Duijn Q3 (pat) | Marcatori     | ? Q1 (TD) run ? Q4 (TD) run ? Q4 (TD) run dos Santos Q4 (pat) ? Q4 (TD) run |                     |                                       |

| Nærum 22 aprile 2012, ore 13:00 | Søllerød Gold Diggers | 58 – 7 (20-0 28-7 7-0 3-0) referto     | Giants Wrocław | Rundforbi Stadion |
| Pedersen Q1 ( TD ) 2yd run ? Q1 ( pat ) Cimadon Q1 ( TD ) run ? Q1 ( pat ) Bakbøl Q1 ( TD ) pass from Cimadon Pedersen Q2 ( TD ) 13yd run ? Q2 ( pat ) Simonsen Q2 ( TD ) 6yd run ? Q2 ( pat ) Hejndorf Q2 ( TD ) 70yd interception return ? Q2 ( pat ) Simonsen Q2 ( TD ) pass from Cimadon ? Q2 ( pat ) Hansen Q3 ( TD ) pass ? Q3 ( pat ) Fromberg Q4 ( FG ) 37yd Marcatori ? Q2 ( TD ) pass from Bedwell ? Q2 ( pat ) |                       |                                        |                |                   |
| |                       |                                        |                |                   |
| Pedersen Q1 (TD) 2yd run ? Q1 (pat) Cimadon Q1 (TD) run ? Q1 (pat) Bakbøl Q1 (TD) pass from Cimadon Pedersen Q2 (TD) 13yd run ? Q2 (pat) Simonsen Q2 (TD) 6yd run ? Q2 (pat) Hejndorf Q2 (TD) 70yd interception return ? Q2 (pat) Simonsen Q2 (TD) pass from Cimadon ? Q2 (pat) Hansen Q3 (TD) pass ? Q3 (pat) Fromberg Q4 (FG) 37yd                                                                                      | Marcatori             | ? Q2 (TD) pass from Bedwell ? Q2 (pat) |                |                   |

| Arbitri: | J. M. Rebes T. Fonseca |

| |           | |
| Blakely Q1 (TD) 6yd pass from M. Niekamp Blakely Q1 (TD) 63yd pass from C. Givens M. Macek Q1 (pat) Team Q4 (saf) | Marcatori | M. Dable Q1 (TD) 87yd kickoff return Erbs Q1 (pat) Braisaz-Latille Q2 (TD) 33yd pass from L. Caruso L. Caruso Q2 (pat) Erbs Q3 (FG) 25yd |

#### 3ª giornata
| Braunschweig 28 aprile 2012, ore 18:00 | New Yorker Lions | 24 – 26 (0-3 14-0 7-15 3-8) referto | Triangle Razorbacks | Eintracht-Stadion (4100 spett.) |
| Bollmann Q2 ( TD ) 25yd pass from Herrick Göbel Q2 ( pat ) Bollmann Q2 ( TD ) 30yd pass from Herrick Göbel Q2 ( pat ) J. Schridde Q3 ( TD ) 25yd pass from Herrick Göbel Q3 ( pat ) Göbel Q4 ( FG ) 33yd Marcatori Hansen Q1 ( FG ) 32yd Molina Q3 ( TD ) 28yd pass from Frazer Molina Q3 ( tpc ) G. Lewis Q3 ( TD ) 2yd run Hansen Q3 ( pat ) N. Brødsgaard Q4 ( TD ) 29yd pass from Frazer Linnemann Q4 ( tpc ) rush |                  | |                     |                                 |
| |                  | |                     |                                 |
| Bollmann Q2 (TD) 25yd pass from Herrick Göbel Q2 (pat) Bollmann Q2 (TD) 30yd pass from Herrick Göbel Q2 (pat) J. Schridde Q3 (TD) 25yd pass from Herrick Göbel Q3 (pat) Göbel Q4 (FG) 33yd | Marcatori        | Hansen Q1 (FG) 32yd Molina Q3 (TD) 28yd pass from Frazer Molina Q3 (tpc) G. Lewis Q3 (TD) 2yd run Hansen Q3 (pat) N. Brødsgaard Q4 (TD) 29yd pass from Frazer Linnemann Q4 (tpc) rush |                     |                                 |

#### 4ª giornata
| Breslavia 5 maggio 2012, ore 12:00 | Giants Wrocław | 0 – 37 (0-7 0-14 0-7 0-9) referto | Prague Black Hawks | Stadion Olimpijski |

| Valencia 5 maggio 2012, ore 17:00 | Valencia Firebats | 104 – 0 (24-0 40-0 16-0 24-0) referto | Cineplexx Blue Devils | Jardí del Túria |

| Amiens 5 maggio 2012, ore 19:00 | Spartiates d'Amiens | 34 – 6 (13-6 7-0 7-0 7-0) referto  | Gladiators Beider Basel | Stade du Grand Marais |
| Couvin Q1 ( TD ) 15yd run dos Santos Q1 ( pat ) Couvin Q1 ( TD ) run Lapios Q2 ( TD ) 5yd run dos Santos Q2 ( pat ) Siwiela Q3 ( TD ) 5yd run dos Santos Q3 ( pat ) Couvin Q4 ( TD ) 3yd run dos Santos Q4 ( pat ) Marcatori Valdez Q1 ( TD ) 80yd kickoff return |                     |                                    |                         |                       |
| |                     |                                    |                         |                       |
| Couvin Q1 (TD) 15yd run dos Santos Q1 (pat) Couvin Q1 (TD) run Lapios Q2 (TD) 5yd run dos Santos Q2 (pat) Siwiela Q3 (TD) 5yd run dos Santos Q3 (pat) Couvin Q4 (TD) 3yd run dos Santos Q4 (pat)                                                                  | Marcatori           | Valdez Q1 (TD) 80yd kickoff return |                         |                       |

#### 5ª giornata
| Vejle 14 maggio 2012, ore 15:00 | Triangle Razorbacks | 57 – 12 (21-0 15-6 14-6 7-0) referto                                                   | Seamen Milano | Vejle Stadion |
| Feer Q1 ( TD ) 4yd run Hansen Q1 ( pat ) Hindum Q1 ( TD ) 10yd pass from Frazer Hansen Q1 ( pat ) Molina Q1 ( TD ) 26yd pass from Frazer Worm Q1 ( pat ) Feer Q2 ( TD ) 31yd run Andersen Q2 ( tpc ) pass from Linnemann Linnemann Q2 ( TD ) 1yd pass from Frazer Hansen Q1 ( pat ) Pedersen Q3 ( TD ) 6yd run Worm Q3 ( pat ) Laier Q3 ( TD ) 2yd run Jørgensen Q3 ( pat ) Prehn Q4 ( TD ) 36yd run Teague Q4 ( pat ) Marcatori Di Michele Q2 ( TD ) 54yd pass from La Secla Santagostino Q3 ( TD ) 6yd pass from La Secla Allenatori Paolo Mutti |                     |                                                                                        |               |               |
| |                     |                                                                                        |               |               |
| Feer Q1 (TD) 4yd run Hansen Q1 (pat) Hindum Q1 (TD) 10yd pass from Frazer Hansen Q1 (pat) Molina Q1 (TD) 26yd pass from Frazer Worm Q1 (pat) Feer Q2 (TD) 31yd run Andersen Q2 (tpc) pass from Linnemann Q2 (TD) 1yd pass from Frazer Hansen Q1 (pat) Pedersen Q3 (TD) 6yd run Worm Q3 (pat) Laier Q3 (TD) 2yd run Jørgensen Q3 (pat) Prehn Q4 (TD) 36yd run Teague Q4 (pat) | Marcatori           | Di Michele Q2 (TD) 54yd pass from La Secla Santagostino Q3 (TD) 6yd pass from La Secla |               |               |
| | Allenatori          | Paolo Mutti                                                                            |               |               |

#### 6ª giornata
| Basilea 28 maggio 2012, ore 14:00 | Gladiators Beider Basel | 37 – 14 (14-0 9-14 0-0 14-0) referto                                           | Alphen Eagles | Stadion Rankhof (ca. 300 spett.) |
| Valdez Q1 ( TD ) run Riekeles Q1 ( pat ) Valdez Q1 ( TD ) 70yd run ? Q1 ( pat ) Valdez Q2 ( TD ) 3yd run Riekeles Q2 ( FG ) 43yd Valdez Q4 ( TD ) run Riekeles Q4 ( pat ) Hellstern Q4 ( TD ) 44yd interception return ? Q4 ( pat ) Marcatori van der Zaag Q2 ( TD ) 5yd run ? Q2 ( pat ) van Duijn Q2 ( TD ) 28yd pass ? Q2 ( pat ) |                         |                                                                                |               |                                  |
| |                         |                                                                                |               |                                  |
| Valdez Q1 (TD) run Riekeles Q1 (pat) Valdez Q1 (TD) 70yd run ? Q1 (pat) Valdez Q2 (TD) 3yd run Riekeles Q2 (FG) 43yd Valdez Q4 (TD) run Riekeles Q4 (pat) Hellstern Q4 (TD) 44yd interception return ? Q4 (pat) | Marcatori               | van der Zaag Q2 (TD) 5yd run ? Q2 (pat) van Duijn Q2 (TD) 28yd pass ? Q2 (pat) |               |                                  |

### Classifiche
Le classifiche dopo la stagione regolare sono le seguenti:
- PCT = percentuale di vittorie, G = partite giocate, V = partite vinte, P = partite perse, PF = punti fatti, PS = punti subiti
- La qualificazione ai playoff è indicata in verde

#### Gruppo 1
| Pos. | Squadra               | %V    | G | V | P | PF  | PS  |
| ---- | --------------------- | ----- | - | - | - | --- | --- |
| 1    | Centaures de Grenoble | 1.000 | 2 | 2 | 0 | 47  | 15  |
| 2    | Valencia Firebats     | .500  | 2 | 1 | 1 | 104 | 30  |
| 3    | Cineplexx Blue Devils | .000  | 2 | 0 | 2 | 15  | 121 |

#### Gruppo 2
| Pos. | Squadra                 | %V    | G | V | P | PF | PS |
| ---- | ----------------------- | ----- | - | - | - | -- | -- |
| 1    | Spartiates d'Amiens     | 1.000 | 2 | 2 | 0 | 59 | 20 |
| 2    | Gladiators Beider Basel | .500  | 2 | 1 | 1 | 43 | 48 |
| 3    | Alphen Eagles           | .000  | 2 | 0 | 2 | 28 | 62 |

#### Gruppo 3
| Pos. | Squadra               | %V    | G | V | P | PF  | PS |
| ---- | --------------------- | ----- | - | - | - | --- | -- |
| 1    | Søllerød Gold Diggers | 1.000 | 2 | 2 | 0 | 101 | 20 |
| 2    | Prague Black Hawks    | .500  | 2 | 1 | 1 | 50  | 43 |
| 3    | Giants Wrocław        | .000  | 2 | 0 | 2 | 7   | 95 |

#### Gruppo 4
| Pos. | Squadra             | %V    | G | V | P | PF | PS  |
| ---- | ------------------- | ----- | - | - | - | -- | --- |
| 1    | Triangle Razorbacks | 1.000 | 2 | 2 | 0 | 83 | 36  |
| 2    | New Yorker Lions    | .500  | 2 | 1 | 1 | 80 | 26  |
| 3    | Seamen Milano       | .000  | 2 | 0 | 2 | 12 | 113 |

## Play-off

### Tabellone
|  | Semifinale | Semifinale            | Semifinale |                       |     | EFAF Cup XI         | EFAF Cup XI | EFAF Cup XI |  |
|  |            |                       |            |                       |     |                     |             |             |  |
|  | 1-4        | Triangle Razorbacks   | 36         |                       |     |                     |             |             |  |
|  | 1-4        | Triangle Razorbacks   | 36         |                       |     |                     |             |             |  |
|  | 1-1        | Centaures de Grenoble | 20         |                       |     |                     |             |             |  |
|  | 1-1        | Centaures de Grenoble | 20         |                       | 1-4 | Triangle Razorbacks | 21          |             |  |
|  |            |                       |            |                       | 1-4 | Triangle Razorbacks | 21          |             |  |
|  |            |                       | 1-3        | Søllerød Gold Diggers | 31  |                     |             |             |  |
|  | 1-3        | Søllerød Gold Diggers | 1-3        | Søllerød Gold Diggers | 31  | 42                  |             |             |  |
|  | 1-3        | Søllerød Gold Diggers |            |                       |     |                     |             |             |  |
|  | 1-2        | Spartiates d'Amiens   | 41         |                       |     |                     |             |             |  |

### Semifinali
| Nærum 16 giugno 2012, ore 15:00 CEST | Søllerød Gold Diggers | 42 – 41 (d.t.s.) (21-14 7-0 0-7 7-14 7-6) referto | Spartiates d'Amiens | Rundforbi Stadion (ca. 500 spett.) |
| Cimadon Q1 ( TD ) 3yd run ? Q1 ( pat ) Bakbøl Q1 ( TD ) 55yd pass ? Q1 ( pat ) Simonsen Q1 ( TD ) ? Q1 ( pat ) Simonsen Q2 ( TD ) ? Q2 ( pat ) Hejndorf Q4 ( TD ) fumble recovery in endzone ? Q4 ( pat ) Bakbøl OT1 ( TD ) 55yd pass from Cimadon Fromberg OT1 ( pat ) Marcatori ? Q1 ( TD ) pass from Durand Couvin Q1 ( TD ) 50yd pass ? Q1 ( tpc ) Durand Q3 ( TD ) 45yd run ? :q3" (pat) Couvin Q3 ( TD ) pass from Durand ? Q3 ( pat ) ? Q4 ( TD ) 15yd pass from Durand ? Q4 ( pat ) ? OT1 ( TD ) 8yd pass from Durand |                       | |                     |                                    |
| |                       | |                     |                                    |
| Cimadon Q1 (TD) 3yd run ? Q1 (pat) Bakbøl Q1 (TD) 55yd pass ? Q1 (pat) Simonsen Q1 (TD) ? Q1 (pat) Simonsen Q2 (TD) ? Q2 (pat) Hejndorf Q4 (TD) fumble recovery in endzone ? Q4 (pat) Bakbøl OT1 (TD) 55yd pass from Cimadon Fromberg OT1 (pat) | Marcatori             | ? Q1 (TD) pass from Durand Couvin Q1 (TD) 50yd pass ? Q1 (tpc) Durand Q3 (TD) 45yd run ? :q3" (pat) Couvin Q3 (TD) pass from Durand ? Q3 (pat) ? Q4 (TD) 15yd pass from Durand ? Q4 (pat) ? OT1 (TD) 8yd pass from Durand |                     |                                    |

| Vejle 16 giugno 2012, ore 19:00 CEST | Triangle Razorbacks | 36 – 20 (7-0 0-7 14-7 15-6) referto                                                                | Centaures de Grenoble | Vejle Stadion (ca. 700 spett.) |
| Lewis Q1 ( TD ) pass from Zackary Frazer ? Q1 ( pat ) Lewis Q3 ( TD ) 25yd run Hansen Q3 ( pat ) Lewis Q3 ( TD ) ? Q3 ( pat ) Lewis Q4 ( TD ) ? Q4 ( pat ) Molina Q4 ( TD ) 42yd run ? Q4 ( tpc ) Marcatori Braisaz Q2 ( TD ) 17yd run ? Q2 ( pat ) Braisaz Q3 ( TD ) 88yd punt return ? Q3 ( pat ) Dables Q4 ( TD ) run |                     | |                       |                                |
| |                     | |                       |                                |
| Lewis Q1 (TD) pass from Zackary Frazer ? Q1 (pat) Lewis Q3 (TD) 25yd run Hansen Q3 (pat) Lewis Q3 (TD) ? Q3 (pat) Lewis Q4 (TD) ? Q4 (pat) Molina Q4 (TD) 42yd run ? Q4 (tpc) | Marcatori           | Braisaz Q2 (TD) 17yd run ? Q2 (pat) Braisaz Q3 (TD) 88yd punt return ? Q3 (pat) Dables Q4 (TD) run |                       |                                |

### Finale
| Vejle 14 luglio 2012, ore 19:00 CEST | Triangle Razorbacks | 21 – 31 (0-7 14-7 7-17 0-0) referto | Søllerød Gold Diggers | Vejle Stadion (1300 spett.) |

## Verdetti
- Søllerød Gold Diggers vincitori della EFAF Cup 2012